# العلاقات الشمال مقدونية الغانية
العلاقات الشمال مقدونية الغانية هي العلاقات الثنائية التي تجمع بين شمال مقدونيا وغانا.

## مقارنة بين البلدين
هذه مقارنة عامة ومرجعية للدولتين:
| وجه المقارنة                                              | شمال مقدونيا                                               | غانا         |
| --------------------------------------------------------- | ---------------------------------------------------------- | ------------ |
| المساحة (كم2)                                             | 25.71 ألف                                                  | 238.53 ألف   |
| عدد السكان (نسمة)                                         | 2.08 مليون                                                 | 26.91 مليون  |
| الكثافة السكانية (ن./كم²)                                 | 80.9                                                       | 112.82       |
| العاصمة                                                   | إسكوبية                                                    | أكرا         |
| اللغة الرسمية                                             | اللغة المقدونية، اللغة الألبانية                           | لغة إنجليزية |
| العملة                                                    | دينار مقدوني                                               | سيدي غاني    |
| الناتج المحلي الإجمالي (بليون دولار)                      | 11.34 مليار                                                | 47.33 مليار  |
| الناتج المحلي الإجمالي (تعادل القوة الشرائية) بليون دولار | 29.26 مليار                                                | 115.41 مليار |
| الناتج المحلي الإجمالي الاسمي للفرد دولار أمريكي          | 4.85 ألف                                                   | 1.37 ألف     |
| الناتج المحلي الإجمالي للفرد دولار أمريكي                 | 16.25 ألف                                                  | 4.08 ألف     |
| مؤشر التنمية البشرية                                      | 0.747                                                      | 0.579        |
| رمز المكالمات الدولي                                      | +389                                                       | +233         |
| رمز الإنترنت                                              | .mk                                                        | .gh          |
| المنطقة الزمنية                                           | توقيت وسط أوروبا، ت ع م+01:00، ت ع م+02:00، أوروبا/سكوبيه ‏ | 00           |

## منظمات دولية مشتركة
يشترك البلدان في عضوية مجموعة من المنظمات الدولية، منها:
| علم المنظمة | اسم المنظمة                               | تاريخ انضمام شمال مقدونيا | تاريخ انضمام غانا |
| ----------- | ----------------------------------------- | ------------------------- | ----------------- |
|             | مؤسسة التنمية الدولية                     | 25 فبراير 1993            | 29 ديسمبر 1960    |
|             | يونسكو                                    | 28 يونيو 1993             | 11 أبريل 1958     |
|             | وكالة ضمان الاستثمار متعدد الأطراف        | 19 مارس 1993              | 29 أبريل 1988     |
|             | الأمم المتحدة                             | 8 أبريل 1993              | 8 مارس 1957       |
|             | الاتحاد البريدي العالمي                   | ?                         | ?                 |
|             | البنك الدولي للإنشاء والتعمير             | 25 فبراير 1993            | 20 سبتمبر 1957    |
|             | الاتحاد الدولي للاتصالات                  | 4 مايو 1993               | 17 مايو 1957      |
|             | منظمة حظر الأسلحة الكيميائية              | ?                         | ?                 |
|             | مؤسسة التمويل الدولية                     | 25 فبراير 1993            | 3 أبريل 1958      |
|             | المركز الدولي لتسوية المنازعات الاستشارية | 26 نوفمبر 1998            | 14 أكتوبر 1966    |
|             | منظمة التجارة العالمية                    | ?                         | ?                 |
|             | منظمة الشرطة الجنائية الدولية             | ?                         | ?                 |

## وصلات خارجية
- موقع وزارة الخارجية الغانية